# Electra (Schiff, 1886)
Die Electra war ein elektrisch angetriebenes Versuchsboot der Firma Siemens & Halske, das 1886 Erprobungsfahrten auf der Spree zur Lösung des Nahverkehrsproblems in Berlin durchführte. Benannt wurde es nach der Figur aus der griechischen Mythologie Elektra.

## Geschichte
Bei den Planungen des Personennahverkehrs im  Berlin des ausgehenden 19. Jahrhunderts wurden oft Vergleiche zu Paris und London gezogen. In einem Bericht über die Gemeindeverwaltung des damaligen Berlin in den Jahren 1877 bis 1881 wurde festgestellt, dass in London Dampfer eine besondere Bedeutung für den Personennahverkehr haben. In Berlin beschränkte sich die Personenschifffahrt dagegen auf das Gebiet der Oberspree und diente ausschließlich der Erholung und dem Vergnügen. Dessen ungeachtet wurde im Bericht von 1882 bis 1888 geschrieben, den Gedanken weiterzuverfolgen, zur Personenbeförderung Schiffe, in diesem Fall Dampfschiffe zu nutzen, da diese die städtischen Verkehrseinrichtungen, also die ohnehin für die damalige Zeit überlasteten Straßen nicht nutzen mussten. Die Dampfschiffe waren jedoch sehr arbeitsaufwändig, personalintensiv und nicht ungefährlich. Wiederholt wurde von Kesselexplosionen berichtet. Viele Anwohner fühlten sich durch Rauch und Schmutz belästigt. Die Erprobung und Einführung von Fahrzeugen mit Elektroantrieb sollte die Situation verbessern.

## Das Schiff
Der  aus Stahlblech bestehende Bootskörper und der Propeller der Electra wurden von der Schlosswerft in Harburg nach Berlin geliefert. Die technische Ausrüstung, wie die Antriebsanlage und die Akkumulatoren baute die Firma Siemens&Halske ein. Vorgestellt wurde das Elektroboot während der Berliner Gewerbeausstellung. Die Presse berichtete ausführlich über die Fahrten.

### Zeitungsbericht der Täglichen Rundschau von 1903
- Aus Kunst, Wissenschaft und Leben[1]

Zitat: Unser technischer Berichterstatter schreibt uns: Die Menschheit ist in Folge der sich förmlich überstürzenden an's wunderbare grenzenden Erfindungen und Entdeckungen der Neuzeit, vornehmlich aus dem Gebiete der Elektrotechnik förmlich abgestumpft. Sie wundert sich über nichts mehr und sieht Errungenschaften, die man noch vor wenigen Jahren für Utopien hielt, mit einer Ruhe ohne Gleichen an. ...bei einer Probefahrt des elektrischen Bootes Electra, die wir Dank der Erlaubnis des Herrn Oberingenieurs Frischen von der Firma Siemens&Halske, mitmachen durften. ...vollziehen sich die Fahrten der Electra ohne das ein Auflauf am Strande entsteht, ... und keine Ahnung davon zu haben scheint, dass die Elektrizität dereinst auch auf dem Wasser alle bisherigen Triebkräfte verdrängen wird. ... bei der Elektrizität haben wir (es) hingegen mit einer Kraft zu thun, deren Wesen gänzlich unbekannt und die völlig unsichtbar ist. ... wir sehen auf der Electra lediglich eine Anzahl Kästen, in denen elektrischer Strom, also etwas Ungreifbares, aufgestapelt wurde, ferner eine dynamo-elektrische Maschine, der man kaum soviel Kraft zutraut als einer Nähmaschine, und sie auch nicht größer ist. Endlich eine dünne Welle und wenn wir uns hinausbücken eine Miniaturschraube (Propeller) von vierzig Zentimeter Durchmesser. Die Ausrüstung vervollständigt eine Kurbel, so lang wie bei einer Kaffeemühle, die in der Nähe des Steuerrades angebracht ist. Der Kapitän kommandiert: Los!, ergreift die Kurbel und versetzt sie nach rechts. Sofort entfließt den Kästen, Akkumulatoren genannt, ein gewaltiger Strom, die dynamo-elektrische Maschine bekommt auf eine ganz unerklärliche Weise Leben und beginnt sich bis 900 Mal in der Minute um ihre Achse zu drehen. Die Schraube folgt ohne eine Erschütterung ihrem Beispiele und das Schiff schießt mit einer Geschwindigkeit von vier Meter in der Sekunde durchaus geräuschlos dem Ziel entgegen. Das Boot soll halten. Der Steuermann dreht die Kurbel nach zurück und es geht in wenigen Sekunden, was man nur glaubt wenn gesehen, die Maschine von der rasenden Geschwindigkeit zum Stillstand über, um sofort ebenso geschwind rückwärts zu arbeiten, wenn die Kurbel nach links gelegt wird. Die Handhabung des Triebwerkes lernt also selbst der unerfahrendste Mensch in einer Minute.

## Weiterentwicklungen
Der elektrische Antrieb hat sich in der Berliner Personenschifffahrt lange nicht durchsetzen können. Gründe waren dafür die nicht ausgereifte Technik, der hohe Raumbedarf und das hohe Gewicht der Technik, besonders der Akkumulatoren. Ein weiterer Grund war der geringe Aktionsradius. Dazu kam die schnelle Weiterentwicklung der Verbrennungsmotore wie der Dieselmotor. Damals wurden in kleineren Fahrzeugen auch Benzinmotore betrieben.

### Berliner Fähren mit elektrischem Antrieb
In Bereichen mit kurzen Strecken hat sich das seit Januar 2014 geändert, denn die Berliner Verkehrsbetriebe (BVG) haben emissionsarme und daher umweltfreundliche Solarfähren wie die FährBär auf bisher zwei Fährlinien eingesetzt. Zwei weitere sind in Vorbereitung. Der Betrieb der Fährlinien erfolgt durch die Weiße Flotte in Stralsund. Sie sind ausgelegt für die Beförderung bis 35 Personen mit 28 Sitzplätzen. Zudem können sie zwei Rollstühle und zehn Fahrräder transportieren.